# Монастырь Тавна
Монастырь Тавна (серб. Манастир Тавна, босн. и хорв. Manastir Tavna) во имя Святой Троицы — женский монастырь Зворницко-Тузланской епархии Сербской православной церкви в селе Баница общины Биелина Республики Сербской Боснии и Герцеговины. Расположен в историческом регионе Семберия.
Монастырская церковь с 2009 года входит в список национальных памятников Боснии и Герцеговины.

## История
Согласно преданию, церковь в Тавне была основана в XIV веке братьями Владиславом и Урошицем. Церковь упомянута в турецком дефтере 1533 года, а с 1548 года упоминается как монастырь. В 1627 году в монастыре умер Зворницкий епископ Гавриил.
Во время Первого сербского восстания (1804—1813) монастырь был сожжён турками. Восстановление началось в 1814 году. В 1821 году монастырь подвергся нападению со стороны турок. Во время Боснийско-герцеговинского восстания турки разграбили монастырь и убили игумена Иосифа (Поповича), братия бежала. После оккупации Австро-Венгрией Боснии и Герцеговины началось восстановление, которое было завершено в 1879 году. В XIX веке при монастыре действовала семинария.
Во время Второй мировой войны монастырь попал под власть марионеточного Независимого государства Хорватия. Осенью 1943 года усташи сожгли церковь, жилые помещения, библиотеку с десятками тысяч старинных книг. После освобождения Югославии монастырские земли были национализированы новой властью. С 1945 года началось восстановление монастыря под руководством архимандрита Гавриила (Вукоева).
В 1954 году монастырь превращён в женский, а новой настоятельницей назначена Иустина (Керкезович). В 1984 году духовник монастыря Георгий (Джокич) был избран епископом Канадским. В 1986 году была начата роспись храма. Работы проводил протодиакон Марко Илич из Белграда, но в 1987 году он скоропостижно скончался. В 1989 году роспись была продолжена художником Драганом Маруничем. В 1992 году в монастыре в течение полугода проживало 52 беженца из разорённого хорватами села Лиешче.

## Архитектура
Церковь построена под влиянием рашского стиля. С восточной стороны расположена полукружная апсида радиусом 1,53 м. Наружные размеры церкви 18,95×6,15 м. Стены из известняка и песчаника, на полу постелены каменные плиты. Толщина стен — 76-77 см, высота — 5,45 м. Высота колокольни составляет 21,32 м с квадратным основанием 1,54×1,54 м.

## Настоятели
- Евфимий
- Митрофан (?—1848)
- Иосиф (Попович) (1848—1875)
- Александр (Симич) (1878—1893)
- Константин (Йовичич) (1894—1914)
- Леонид (Ергич) (1914—1918)
- Лазарь (Маркович) (1918—1929)
- Даниил (Билбия) (1929—1941)
- Гавриил (Вукоев) (1945—1954)
- Иустина (Керкезович) (1954—26 января 1994)
- Неделя (Николич)
- Марта (Манойлович) (с 17 января 2001 года)[3]